# 马克图姆·本·拉希德·阿勒马克图姆
谢赫·马克图姆·本·拉希德·阿勒马克图姆（阿拉伯语：‎，1943年8月15日—2006年1月4日）阿拉伯联合酋长国副总统兼总理、迪拜謝赫。

## 生平
马克图姆是迪拜前酋长拉希德·萨耶德·马克图姆的长子，1975－1979年曾任联邦政府总理，1979年改任副总理。1990年接任迪拜酋长及联邦副总统兼总理职务。
前往澳大利亚参加布里斯班赛马会时因心脏病突发在澳大利亚逝世，终年62岁。由他的弟弟阿联酋国防部长谢赫·穆罕默德·本·拉希德·阿勒马克图姆继任迪拜酋长。